# 落地費
落地費又稱降落費、起降費，是指機場對使用該機場跑道的航空公司或航空器所徵收的費用。不同機場的落地費差別可以很大，通常國內航班的落地費比國際航空為便宜，繁忙的大型機場的落地費比小型機場昂貴。機場管理公司為了吸引航空公司使用該機場，通常會提供一些優惠，例如晚間落地費較便宜，新進航空公司的落地費也較便宜等措施。不同機種的落地費都有所不同，大型飛機的落地費比小型飛機昂貴得多。決定落地費價格的因素包括：時間、飛機重量、飛機座位量、飛機等級等因素，某些機場不會向以該機場為基地的航空公司徵收落地費。

## 其他落地费定義
落地费亦可指某些本地资源或公用工程形成自然垄断的情况下，本地运营商对外来竞争者收取资源使用的费用，例如：
- 本地有线电视运营商对卫星电视接入本地有线电视收取『落地费』[1]，又稱『上架費』。
- 本地电话运营商对长途电话公司接入本地电话网收取『落地费』[2]。

## 另見
- 機場稅